# Liga Nacional de hockey sobre patines 1966-67
La Liga Nacional de hockey sobre patines 1966-67 fue la 3.ª edición en formato de liga del campeonato español de hockey sobre patines. Fue organizado por la Real Federación Española de Patinaje.
Se disputó en seis grupos por sistema de liga a doble vuelta, cuatro de ellos propios de la Liga Nacional, en los que competían los mejores clasificados en los campeonatos regionales, agrupados conforme a las regiones históricas de la época. Dos de estos grupos tuvieron ocho participantes, otro tuvo siete y el restante tuvo seis. El campeón de cada grupo se clasificaba para la Fase final.
Los dos grupos restantes continuaban siendo las dos primeras divisiones del Campeonato de Cataluña, con catorce equipos cada una, clasificándose para la Fase final los dos primeros clasificados de cada una de ellas.
La Fase final con los ocho equipos clasificados se disputó en el Palacio de los Deportes de Barcelona entre el 13 y el 16 de abril de 1967.

## Primera fase

### Grupo A:Galicia
| Pos. | Equipo                      | Pts | PJ | PG | PE | PP | GF | GC | DG |
| ---- | --------------------------- | --- | -- | -- | -- | -- | -- | -- | -- |
| 1    | R.C. Deportivo de La Coruña | 14  | 10 |    |    |    |    |    |    |
| 2    | C.D. Santa Lucía            | 12  | 10 |    |    |    |    |    |    |
| 3    | Fabril Deportivo            | 10  | 10 |    |    |    |    |    |    |
| 4    | Traviesas Hockey Club Vigo  | 7   | 10 |    |    |    |    |    |    |
| 5    | Puenteareas Hockey Club     | 5   | 10 |    |    |    |    |    |    |
| 6    | Juniors H.C. Vigo           | 0   | 10 |    |    |    |    |    |    |

### Grupo B:Aragón,Castilla la Vieja,NavarrayVascongadas
| Pos. | Equipo                  | Pts | PJ | PG | PE | PP | GF | GC | DG |
| ---- | ----------------------- | --- | -- | -- | -- | -- | -- | -- | -- |
| 1    | C.D. Oberena            | 23  | 14 |    |    |    |    |    |    |
| 2    | Club Patín Mieres       | 21  | 14 |    |    |    |    |    |    |
| 3    | Real Gijón              | 21  | 14 |    |    |    |    |    |    |
| 4    | El Abra Bilbao          | 16  | 14 |    |    |    |    |    |    |
| 5    | Altos Hornos Vizcaya    | 8   | 14 |    |    |    |    |    |    |
| 6    | C.D. Sniace Torrelavega | 8   | 14 |    |    |    |    |    |    |
| 7    | S.D.C. San Antonio      | 6   | 14 |    |    |    |    |    |    |
| 8    | Gerposa H.C. Santander  | 5   | 14 |    |    |    |    |    |    |

### Grupo C:Asturias,Castilla la ViejayRegión de León
| Pos. | Equipo                   | Pts | PJ | PG | PE | PP | GF | GC | DG |
| ---- | ------------------------ | --- | -- | -- | -- | -- | -- | -- | -- |
| 1    | Vanguard Salamanca       | 18  | 10 | 9  | 0  | 1  |    |    |    |
| 2    | San Fernando             | 17  | 10 | 8  | 1  | 1  |    |    |    |
| 3    | Club Náutico Sevilla     | 11  | 10 | 5  | 1  | 4  |    |    |    |
| 4    | Patín Juventus Salamanca | 10  | 10 | 5  | 0  | 5  |    |    |    |
| 5    | C.D. San Juan Valladolid | 3   | 10 | 1  | 1  | 8  |    |    |    |
| 6    | C.U. Luises Valladolid   | 1   | 10 | 0  | 1  | 9  |    |    |    |

### Grupo D:Andalucía,Región de MurciayRegión Valenciana
| Pos. | Equipo                   | Pts | PJ | PG | PE | PP | GF | GC | DG |
| ---- | ------------------------ | --- | -- | -- | -- | -- | -- | -- | -- |
| 1    | C. San Miguel Valencia   | 22  | 12 | 11 | 0  | 1  |    |    |    |
| 2    | Club Atlético Montemar   | 17  | 12 | 8  | 1  | 3  |    |    |    |
| 3    | Patín Alcodiam Salesiano | 16  | 12 | 8  | 0  | 4  |    |    |    |
| 4    | Stadium Casablanca       | 14  | 12 | 7  | 0  | 5  |    |    |    |
| 5    | Agustinos Valencia       | 8   | 12 | 4  | 0  | 8  |    |    |    |
| 6    | Centro Natación Helios   | 7   | 12 | 3  | 1  | 9  |    |    |    |
| 7    | Ademar Zaragoza          | 0   | 12 | 0  | 0  | 12 |    |    |    |

### Campeonato de Cataluña de Primera División
| Pos. | Equipo                      | Pts | PJ | PG | PE | PP | GF  | GC  | DG  |
| ---- | --------------------------- | --- | -- | -- | -- | -- | --- | --- | --- |
| 1    | Reus Deportiu               | 42  | 26 | 20 | 2  | 4  | 112 | 50  | 62  |
| 2    | Club Hoquei Mataró          | 38  | 26 | 16 | 6  | 4  | 81  | 52  | 29  |
| 3    | Club d'Esports Vendrell     | 38  | 26 | 17 | 4  | 5  | 85  | 53  | 32  |
| 4    | A.A. Noia                   | 32  | 26 | 14 | 4  | 8  | 97  | 66  | 31  |
| 5    | Girona Club de Hoquei       | 31  | 26 | 14 | 3  | 9  | 60  | 55  | 5   |
| 6    | CP Voltregà                 | 30  | 26 | 12 | 6  | 8  | 77  | 65  | 12  |
| 7    | CP Vilanova                 | 29  | 26 | 12 | 5  | 9  | 77  | 58  | 19  |
| 8    | Fútbol Club Barcelona       | 27  | 26 | 13 | 1  | 12 | 76  | 80  | -4  |
| 9    | Club Patín Calafell         | 25  | 26 | 12 | 1  | 13 | 82  | 89  | -7  |
| 10   | Real Club Deportivo Español | 19  | 26 | 6  | 7  | 13 | 54  | 69  | -15 |
| 11   | Igualada HC                 | 17  | 26 | 8  | 1  | 17 | 64  | 90  | -26 |
| 12   | Inriva San Hipólito         | 15  | 26 | 6  | 3  | 17 | 61  | 99  | -38 |
| 13   | Club d'Hoquei Cerdanyola    | 13  | 26 | 4  | 5  | 17 | 51  | 88  | -37 |
| 14   | Club Natació Reus Ploms     | 8   | 26 | 3  | 2  | 21 | 42  | 104 | -62 |

### Campeonato de Cataluña de Segunda División
| Pos. | Equipo                            | Pts | PJ | PG | PE | PP | GF | GC | DG |
| ---- | --------------------------------- | --- | -- | -- | -- | -- | -- | -- | -- |
| 1    | Sferic Terrassa                   | 43  | 26 |    |    |    |    |    |    |
| 2    | G.D. Magnetos                     | 40  | 26 |    |    |    |    |    |    |
| 3    | Club Hoquei Arenys de Mar         | 36  | 26 |    |    |    |    |    |    |
| 4    | Club Tennis Barcino               | 35  | 26 |    |    |    |    |    |    |
| 5    | Club Hoquei Caldes                | 32  | 26 |    |    |    |    |    |    |
| 6    | U.D. Coma Cros Salt               | 31  | 26 |    |    |    |    |    |    |
| 7    | Hoquei Escoles Píes Sarrià        | 30  | 26 |    |    |    |    |    |    |
| 8    | Club Esportiu Laietà              | 26  | 26 |    |    |    |    |    |    |
| 9    | Club Patí Vilafranca              | 20  | 26 |    |    |    |    |    |    |
| 10   | Picadero Jockey Club              | 17  | 26 |    |    |    |    |    |    |
| 11   | Club Esportiu Lleida Llista Blava | 17  | 26 |    |    |    |    |    |    |
| 12   | C.D. Artilene Sabadell            | 17  | 26 |    |    |    |    |    |    |
| 13   | Club Patí Vic                     | 15  | 26 |    |    |    |    |    |    |
| 14   | Club Bàsquet Roser                | 5   | 26 |    |    |    |    |    |    |

## Fase final
- Final:  Reus Deportiu 6 -  Tarrasa 2
- 3º y 4º puesto:  Club Hoquei Mataró 3 -  Magnetos 1
- 5º y 6º puesto:  Pilaristas 4 -  C.D. Oberena 1
- 7º y 8º puesto:  R.C. Deportivo de La Coruña 4 -  C. San Miguel Valencia 1